# 브랜던 킬햄
브랜던 킬럼(Brandon Killham, 1997년 12월 30일 ~ )은 미국의 배우이다. 피닉스에서 태어났다.
TV 시리즈 매드맨에서 어린 돈 드레이퍼(Don Draper, 당시 실명 딕 휘트먼으로 알려짐)를 연기한 것으로 가장 잘 알려진 미국 배우이다. 킬럼은 마이 네임 이즈 얼, 못말리는 패밀리, 옥토버 로드, 두 남자와 1/2, Things You Don't Tell... 및 덱스터 (드라마)와 같은 영화 및 TV 시리즈에도 출연했다.

## 출연 작품
- 라모너 앤 비저스 (2010년)
- 퀸 오브 캑터스 코브 (2005년)

### 텔레비전
- 불확실한 (2006년)
- 매드 맨 1 (2007년)
- 덱스터 시즌1 (2006년)